# Asesinato de Jaime Guzmán
El asesinato de Jaime Guzmán fue perpetrado por integrantes del Frente Patriótico Manuel Rodríguez la tarde del primero de abril de 1991 en el exterior del Campus Oriente de la Universidad Católica de Chile, en la comuna de Providencia, en contra del senador por la Región Metropolitana, Jaime Guzmán Errázuriz. Fue el primer y hasta ahora único asesinato de un político chileno desde el Retorno a la democracia por razones ideológicas, siendo a la vez considerado como un magnicidio.

## Antecedentes

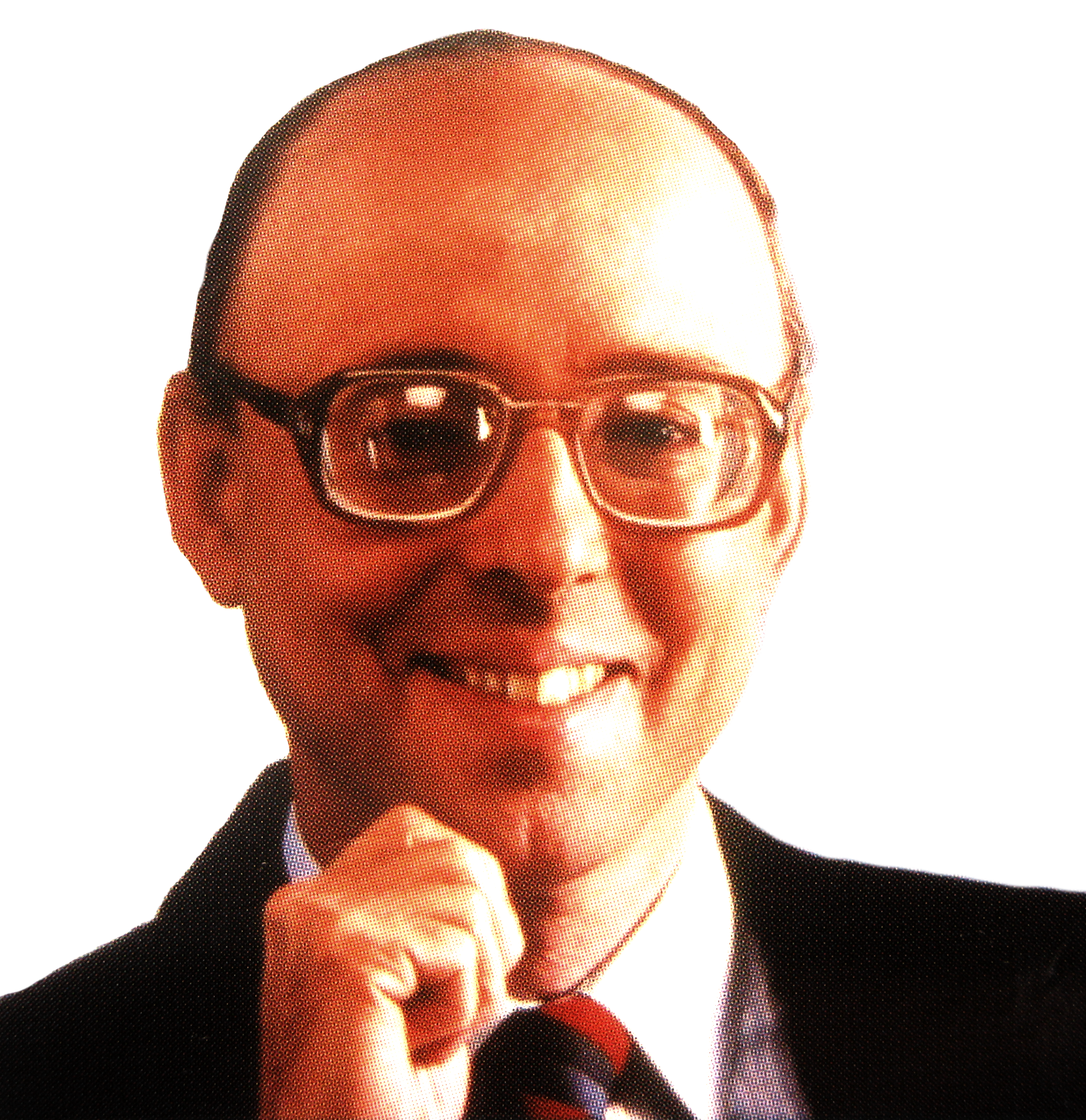
Jaime Guzmán.

En el Congreso Nacional de Chile Jaime Guzmán defendió con fuerza el rechazo a un proyecto de Reforma Constitucional, que permitía al presidente de la República indultar a presos políticos de la dictadura. Aunque la norma fue aprobada, la postura de Guzmán resultó una provocación para el Frente Patriótico Manuel Rodríguez y grupos afines como el Movimiento Juvenil Lautaro y el MIR-EGP-PL.

## Tiroteo
El 1 de abril de 1991, tras terminar sus clases de Derecho Constitucional en el Campus Oriente de la Universidad Católica, Jaime Guzmán era esperado por su chofer, Luis Fuentes Silva, a bordo de un Subaru Legacy, quien lo iba a llevar rumbo a la sede de la Unión Demócrata Independiente. Fue en la misma salida de la universidad, a las 18:27 horas, en la avenida Batlle y Ordóñez con Regina Pacis, cuando dos sujetos abrieron fuego contra él, que iba en el asiento de copiloto. El chofer aceleró, huyendo de la balacera, mientras los atacantes seguían disparando, recibiendo Guzmán dos disparos de los seis que alcanzaron el vehículo, uno en un pulmón y el otro en el hígado. Al principio, quiso trasladarlo al Hospital de Carabineros, pero Guzmán, sosteniendo un rosario en la mano, le insistió en estado semiinconsciente que lo llevase al Hospital Militar de Santiago. Sin embargo, Luis Fuentes lo condujo primero a la sede de la UDI en busca de ayuda y posteriormente fueron hacia el Hospital Militar (distante a unos 500 metros). La radio y televisión nacional dieron rápidamente la noticia, mientras en el Hospital se iban congregando familiares, amigos, colegas y simpatizantes. A pesar de los esfuerzos médicos, el senador falleció a las 21:35 horas de hemorragia.

## Proceso judicial

Bandera del FPMR, autores del asesinato.

La investigación judicial estableció que los autores materiales fueron los militantes del Frente Patriótico Manuel Rodríguez (FPMR), Ricardo Palma Salamanca y Raúl Escobar Poblete, mientras que los autores intelectuales serían Galvarino Apablaza, Mauricio Hernández Norambuena y Juan Gutiérrez Fischmann. La operación se preparó, según fuentes periodísticas, desde fines de los años 1980.
El 24 de enero de 1994 el ministro Alfredo Pfeiffer condenó a Palma Salamanca y a Hernández Norambuena a cumplir presidio perpetuo. El único condenado por el asesinato de Guzmán durante varios años fue Hernández. Apablaza vive con su esposa y tres hijos en Buenos Aires. La Corte Suprema de Argentina aprobó su extradición a pedido de la justicia chilena, pero posteriormente, el 10 de septiembre de 2010, la Comisión Nacional de Refugiados de ese país le otorgó asilo político.
En enero de 2013, durante la visita de Raúl Castro a Chile, el presidente Sebastián Piñera abordó con este el tema del asesinato de Guzmán y le entregó antecedentes del caso, particularmente los datos sobre la residencia en Cuba de los frentistas Raúl Escobar, Marcela Mardones y Alexis Soto, a quienes el gobierno chileno querría procesar. En 2014 se sumaría un segundo condenado, Enrique Villanueva Molina, antiguo vocero del FPMR, quien, tras ser acusado por el asesinato de Guzmán, cumplió una condena de cinco años bajo libertad vigilada.
Mauricio Hernández Norambuena, quien fue condenado a dos cadenas perpetuas, una por el homicidio de Guzmán y otra por el Secuestro de Cristián Edwards, se había fugado en 1996, en el marco de la denominada «Operación Vuelo de Justicia». Cinco años más tarde fue detenido y condenado en Brasil a 30 años de cárcel por el secuestro del empresario local Washington Olivetto. En agosto de 2019 se aprobó su extradición, con la condición de que la condena que se aplicara en Chile no superara los 30 años que permite la legislación brasileña. Bajo esa premisa el juez Mario Carroza le conmutó la pena y le aplicó dos condenas de 15 años cada una, sanciones que fueron confirmadas por la Corte Suprema en mayo de 2020.

## Repercusiones

### Consecuencias políticas
- Es la segunda vez en que un senador de la República es asesinado en Chile, tras el homicidio de Zenón Torrealba Ilabaca en 1923.
- Por primera vez, desde el retorno a la democracia, opera el mecanismo de vacancia parlamentaria, de acuerdo al cual el congresista que deja la vacante es reemplazado por su compañero de lista, siendo reemplazado en definitiva por el abogado Miguel Otero.
- Inmediatamente luego del atentado, el ministro del Interior, Enrique Krauss, junto con el ministro de Defensa, Patricio Rojas, presentaron sus renuncias al presidente de la República, quien finalmente no las aceptó por considerar que este hecho escapaba de su responsabilidad.[15]
- Tras el homicidio del senador Guzmán, el presidente de la República de la época, Patricio Aylwin, ordenó la creación del Consejo Coordinador de Seguridad Pública, conocido como «La Oficina» (1991-1993), encabezado originalmente por Marcelo Schilling y Jorge Burgos, que terminó por desarticular a los grupos armados que siguieron activos tras el retorno a la democracia, como el FPMR (Autónomo), el MIR - Ejército Guerrillero de los Pobres (MIR-EGP) y el Movimiento Juvenil Lautaro (MJL).[16][17]
- Los sucesivos gobiernos iniciaron gestiones internacionales para firmar acuerdos de extradición con el fin de repatriar a los culpables del crimen.[18][19][20]

### Homenajes póstumos

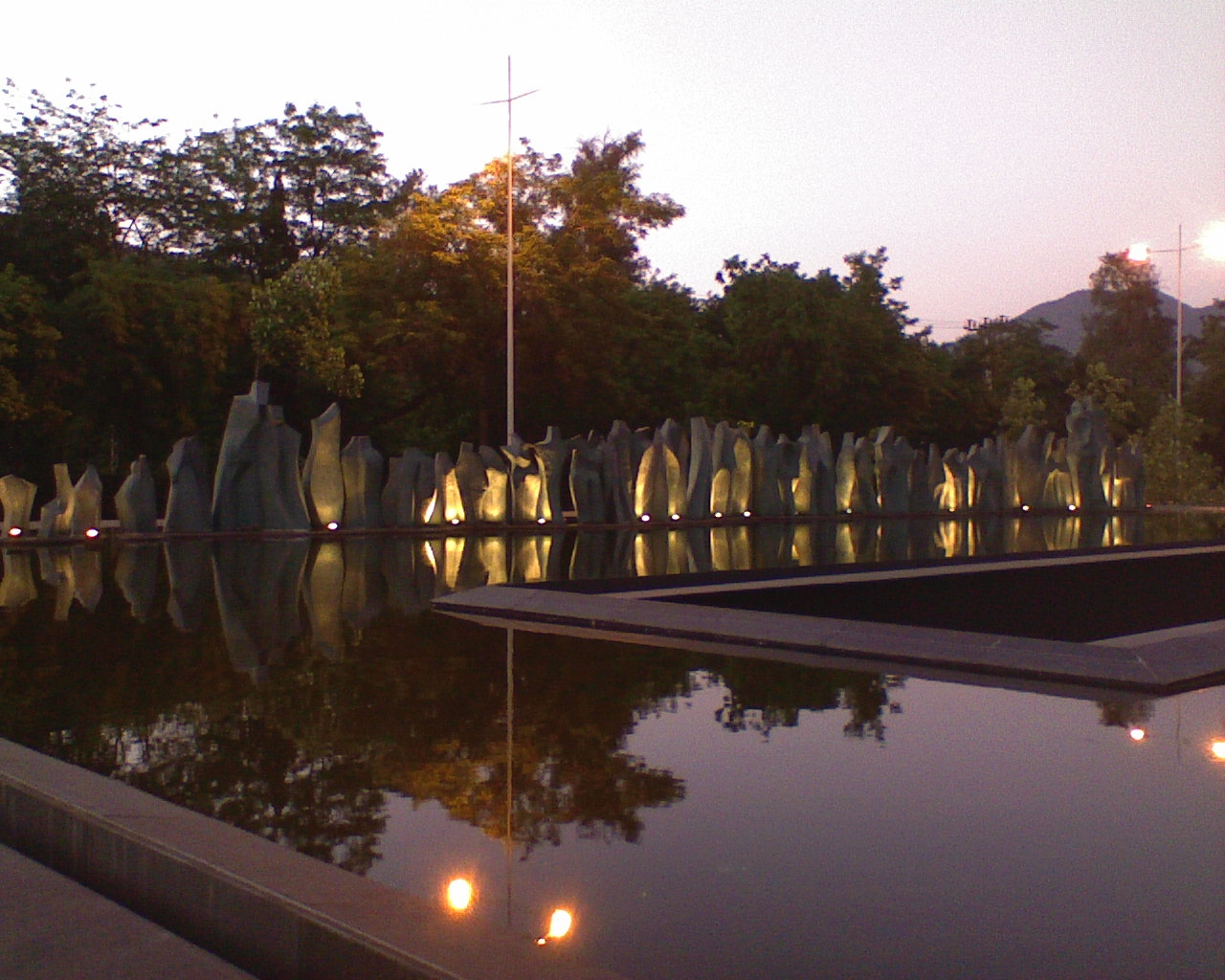
Memorial en homenaje a Guzmán en la comuna de Las Condes.

El mismo año de su muerte se creó la Fundación Jaime Guzmán con el ánimo de preservar y divulgar su ideario, para que este «formara e inspirara a las futuras generaciones». En 1993 se autorizó, a través de la ley N.° 19.205, la creación de dos monumentos en su memoria, en Santiago y en Valparaíso. El 9 de noviembre de 2008, el entonces senador Pablo Longueira, inauguró en la capital chilena un memorial con una escultura de María Angélica Echavarri.
La avenida de Santiago donde en Providencia se encuentra el Campus Oriente de la Universidad Católica lleva su nombre; también lo tienen algunas calles y pasajes de otras ciudades. La Facultad de Derecho de su alma mater otorga el Premio Jaime Guzmán Errázuriz.